# Simply colors
Simply Colors är ett nederländskt klädmärke som säljer barnkläder först och främst på internet. Konceptet är att erbjuda enfärgade barnkläder i starka färger som kan personligfieras med egenkomponerade tryck. 

## Historik
Simply Colors grundades 2005 av Stephanie Dijkstra som då tyckte att det saknades enfärgade barnkläder på den nederländska marknaden. Simply Colors expanderades under 2006-2008 genom franchise och säljs numera i Nederländerna, Belgien, Frankrike, Spanien, England, Italien, Turkiet, Tyskland, Sverige, Danmark, Finland, Norge, Nya Zeeland, Australien, Kanada, Hong Kong och USA. Huvudkontoret ligger i Soest, Nederländerna
I Sverige startade Simply Colors 2006 av Pieter Stokman och Philip Ekelund.

## Produkter
Simply Colors har en permanent baskollektion som består av en långärmad body, långärmad t-shirt, kortärmad body, kortärmad t-shirt och en kortärmad piké tröja (även kallad tenniströja). Trots att alla produkter finns i alla färger Simply Colors erbjuder, finns inte alla produkter i alla länder där Simply Colors finns representerade. Kollektionen som erbjuds i respektive land bestäms av franchisetagaren. 
Förutom baskollektionen finns det rugbytröjor, huvtröjor, pyjamas och klänningar. Kollektionen växer för varje år och designas och utvecklas i Holland. Kläderna produceras i Indien och Kina..

## Tryck
Simply Colors använder sig av en tryckmetod som kallas för transfertryck. Med denna metod pressas trycket på plagget under hög temperatur. Tryckmaterialet är en plastfoliefilm. Fördelen med denna tryckmetod genomfört med till exempel screentryck, är att den är utmärkt för produktion av enstaka exemplar samt att trycket håller bättre och varken bleknar eller försvinner i tvätten. 

## Marknadsföring
Simply Colors marknadsförs framförallt på nätet. Men även de mer traditionella metoderna som mässor, annonser i tidningar, och direkt marknadsföring används. I Sverige blev Simply Colors också känd efter ett framgångsrikt samarbete med Nestle Nutrician 2007–2009. 